# Wright Electrocity
Wright Electrocity — одноэтажный гибридный автобус, выпускаемый производителем автобусов из Северной Ирландии Wrightbus с 2002 по 2013 год.

## История
Первый прототип Wright Electrocity был представлен в 2002 году. За его основу были взяты шасси DAF SB120 и Dennis Dart SLF. Внешне автобус напоминает Wright Cadet и Wright Crusader. Конкурентом является автобус TransBus Enviro200H.
В 2005 году дизайн автобуса Wright Electrocity был обновлён. Наиболее заметное отличие — круглые фары.
В 2011 году свинцово-кислотные батареи уступили место литий-ионным, двигатели Vauxhall были вытеснены двигателями Cummins ISBe, гибридная система Enova уступила место системе Siemens.
Производство завершилось в 2013 году.